# Liste der denkmalgeschützten Objekte in Forchtenstein
Die Liste der denkmalgeschützten Objekte in Forchtenstein enthält die 11 denkmalgeschützten, unbeweglichen Objekte der burgenländischen Gemeinde Forchtenstein im Bezirk Mattersburg.

## Denkmäler
| Foto |                 | Denkmal                                                                                     | Standort                                                       | Beschreibung | Metadaten |
| ---- | --------------- | ------------------------------------------------------------------------------------------- | -------------------------------------------------------------- | --- | --- |
| ja   | Datei hochladen | Pest-/Dreifaltigkeitssäule, Gnadenstuhl HERIS-ID: 23234 Objekt-ID: 19584                    | neben Hauptstraße 59 Standort KG: Forchtenau                   | Die Dreifaltigkeitssäule vor der Pfarrkirche stammt aus der Zeit um 1700. | BDA-Hist.: Q37875177 Status: § 2a Stand der BDA-Liste: 2025-06-30 Name: Pest-/Dreifaltigkeitssäule, Gnadenstuhl GstNr.: 213/1                                                |
| ja   | Datei hochladen | Katholische Pfarrkirche Maria Himmelfahrt HERIS-ID: 23230 Objekt-ID: 19580                  | Hauptstraße 59 Standort KG: Forchtenau                         | Die Kirche wurde 1347 als Filialkirche von Mattersburg durch Bischof Albert von Nikomedien, dem Vikarius des Raaber Bischofs, geweiht. Laut Inschrift über der Kirchentür wurde sie 1655 sowie 1703 im Zuge der Errichtung des Klosters erweitert. Fürst Paul Esterházy übergab 1695 die Kirche und das angebaute Kloster den im Zuge der Gegenreformation ins Land geholten Serviten. Zwischen 1983 und 1985 wurde im Zuge der Renovierung der Kirche das Seitenschiff erweitert. Die Fenster wurden von der Eisenstädter Künstlerin und Ordensfrau Elfriede Ettl mit Darstellungen des Psalms 148 („Das Gotteslob in der Schöpfung“) ausgestattet. Die unter dem Patrozinium Maria Himmelfahrt stehende Kirche, die in Verbindung mit der Rosalienkapelle eine viel besuchte Wallfahrtsstätte ist, hat einen barocken Hochaltar. In dessen Mittelpunkt steht eine aus dem 15. Jahrhundert stammende gotische Madonna mit auf dem Arm liegenden Jesukind. Der Legende nach ist diese Statue bei Bränden und anderen Zerstörungen immer unversehrt geblieben. | BDA-Hist.: Q2082623 Status: § 2a Stand der BDA-Liste: 2025-06-30 Name: Katholische Pfarrkirche Maria Himmelfahrt GstNr.: 290 Pfarrkirche Maria Himmelfahrt (Forchtenstein)   |
| ja   | Datei hochladen | Serviten-Kloster, ehem. Kloster des Ordens Servorum Mariae HERIS-ID: 23231 Objekt-ID: 19581 | Hauptstraße 59 Standort KG: Forchtenau                         | Das Servitenkloster östlich der Pfarrkirche wurde 1692 gegründet und bis 1704 erbaut. Über dem Hauptportal des zweigeschoßigen Vierflügelbaus befindet sich das Wappen der Esterházy. | BDA-Hist.: Q37875134 Status: § 2a Stand der BDA-Liste: 2025-06-30 Name: Serviten-Kloster, ehem. Kloster des Ordens Servorum Mariae GstNr.: 292 Servitenkloster Forchtenstein |
| ja   | Datei hochladen | Scala Santa HERIS-ID: 23232 Objekt-ID: 19582                                                | Hauptstraße 59 Standort KG: Forchtenau                         | Die Heilige Stiege ist ein Zubau zur Pfarrkirche Maria Himmelfahrt und ist der Scala Santa in Rom nachempfunden. Sie wurde 1719 geweiht und zwischen 1993 und 1998 renoviert. | BDA-Hist.: Q37875149 Status: § 2a Stand der BDA-Liste: 2025-06-30 Name: Scala Santa GstNr.: 290 Scala Santa (Forchtenstein)                                                  |
| ja   | Datei hochladen | Unterer Edelhof HERIS-ID: 23233 Objekt-ID: 19583                                            | Hauptstraße 77 Standort KG: Forchtenau                         | Der Untere Edelhof an der Hauptstraße war seit 1627 Sitz der Grafschaftsverwaltung Esterházy. Das Hoftor zeigt das Wappen der Familie. | BDA-Hist.: Q37875164 Status: Bescheid Stand der BDA-Liste: 2025-06-30 Name: Unterer Edelhof GstNr.: 303/1 Unterer Edelhof, Forchtenstein                                     |
| ja   | Datei hochladen | Bildstock HERIS-ID: 23240 Objekt-ID: 19591                                                  | bei Hauptstraße 112 Standort KG: Forchtenau                    | | BDA-Hist.: Q37875203 Status: § 2a Stand der BDA-Liste: 2025-06-30 Name: Bildstock GstNr.: 7                                                                                  |
| ja   | Datei hochladen | Hausberg Forchtenstein HERIS-ID: 46240 Objekt-ID: 47966                                     | Forchtenau Standort KG: Forchtenau                             | | BDA-Hist.: Q38020113 Status: Bescheid Stand der BDA-Liste: 2025-06-30 Name: Hausberg Forchtenstein GstNr.: 314/1                                                             |
| ja   | Datei hochladen | Flur-/Wegkapelle, mit Figur hl. Johannes Nepomuk HERIS-ID: 23236 Objekt-ID: 19587           | bei Neustiftgasse 2 Standort KG: Forchtenau                    | Die Wegkapelle mit einer Statue des hl. Johannes Nepomuk entstand im 18. Jahrhundert. | BDA-Hist.: Q37875190 Status: § 2a Stand der BDA-Liste: 2025-06-30 Name: Flur-/Wegkapelle, mit Figur hl. Johannes Nepomuk GstNr.: 217/3                                       |
| ja   | Datei hochladen | Bildstock zur Schmerzhaften Muttergottes HERIS-ID: 114004 Objekt-ID: 132404seit 2021        | Standort KG: Forchtenau                                        | | BDA-Hist.: Q105682697 Status: Bescheid Stand der BDA-Liste: 2025-06-30 Name: Bildstock zur Schmerzhaften Muttergottes GstNr.: 618                                            |
| ja   | Datei hochladen | Burg Forchtenstein HERIS-ID: 23242 Objekt-ID: 19593                                         | Melinda Esterhazy-Platz 1 Standort KG: Neustift an der Rosalia | Die Burg befindet sich auf einem steilen Dolomitfelsen am Ostabhang des Rosaliengebirges und sicherte die Straßenverbindung Wr. Neustadt - Ödenburg (heutiges Sopron). Sie wurde ab dem 14. Jahrhundert von den Grafen von Mattersdorf errichtet. Nachdem die Burg 1626 in den Besitz der Esterházy gelang, wurde sie im 17. Jahrhundert umfangreich um- und ausgebaut. | BDA-Hist.: Q877030 Status: Bescheid Stand der BDA-Liste: 2025-06-30 Name: Burg Forchtenstein GstNr.: 292 Burg Forchtenstein                                                  |
| ja   | Datei hochladen | Wallfahrtskirche hl. Rosalia HERIS-ID: 23241 Objekt-ID: 19592                               | Rosalia 50, nordwestlich Standort KG: Neustift an der Rosalia  | Die Rosalienkapelle ist eine Wallfahrtskirche auf dem Heuberg aus dem 17. Jahrhundert. | BDA-Hist.: Q2166547 Status: § 2a Stand der BDA-Liste: 2025-06-30 Name: Wallfahrtskirche hl. Rosalia GstNr.: 528 Rosalienkapelle, Forchtenstein                               |